# Horní Žleb
Horní Žleb  (do roku 1949 Horní Grunt, německy Obergrund) je XI. část statutárního města Děčín. Nachází se na severovýchodě Děčína. Horní Žleb leží v katastrálním území Prostřední Žleb o výměře 11,15 km².

## Historie
První písemná zmínka o vesnici pochází z roku 1579.
Do roku 1922 zde byly v provozu Lázně Svatého Josefa založené roku 1768 hrabětem Janem Josefem Thunem.

## Obyvatelstvo
Při sčítání lidu v roce 1921 ve vsi žilo 774 obyvatel (z toho 386 mužů), z nichž bylo třináct Čechoslováků, 661 Němců a sto cizinců. Většina (655 osob) se hlásila k římskokatolické církvi, ale kromě ní ve vsi žilo 103 evangelíků, jeden člen církve československé, devět příslušníků nezjišťovaných církví a šest lidí bez vyznání. Podle sčítání lidu z roku 1930 měla vesnice 770 obyvatel: dvacet Čechoslováků, 658 Němců, jednoho příslušníka jiné národnosti a 91 cizinců. Kromě římskokatolické většiny (559 osob) zde bylo 101 evangelíků, čtyři členové církve československé, deset židů, jedenáct příslušníků nezjišťovaných církví a 85 lidí bez vyznání.
| | 1869 | 1880 | 1890 | 1900 | 1910 | 1921 | 1930 | 1950 | 1961 | 1970 | 1980 | 1991 | 2001 | 2011 |
| --- | ---- | ---- | ---- | ---- | ---- | ---- | ---- | ---- | ---- | ---- | ---- | ---- | ---- | ---- |
| Obyvatelé | 388  | 411  | 472  | 517  | 641  | 774  | 770  | 506  | 659  | 362  | 544  | 375  | 468  | 393  |
| Domy | 55   | 63   | 61   | 63   | 69   | 71   | 74   | 98   | —    | 65   | 78   | 79   | 77   | 80   |
| Počet domů z roku 1961 je zahrnut v domech místní části Děčín. Údaje z roku 1970 jsou zkreslené jiným vymezením sčítacích obvodů. |      |      |      |      |      |      |      |      |      |      |      |      |      |      |

## Pamětihodnosti
- Vila zvaná Waldstein (dům čp. 6) je chráněna jako kulturní památka.[9]

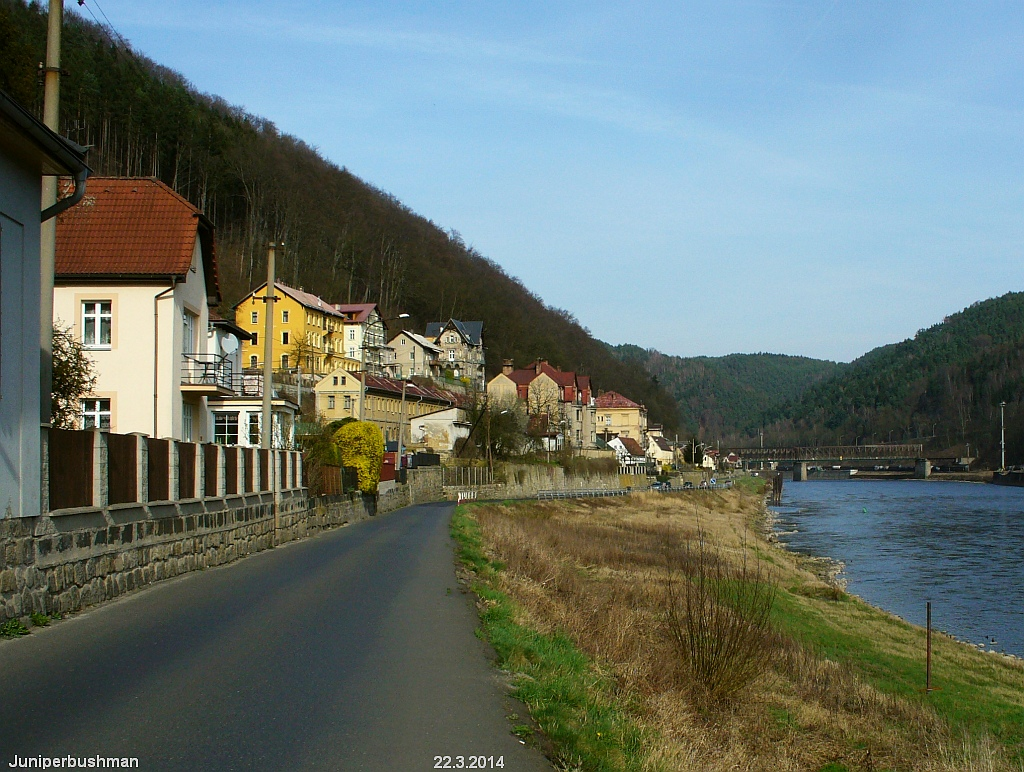
Labské nábřeží v Horním Žlebu
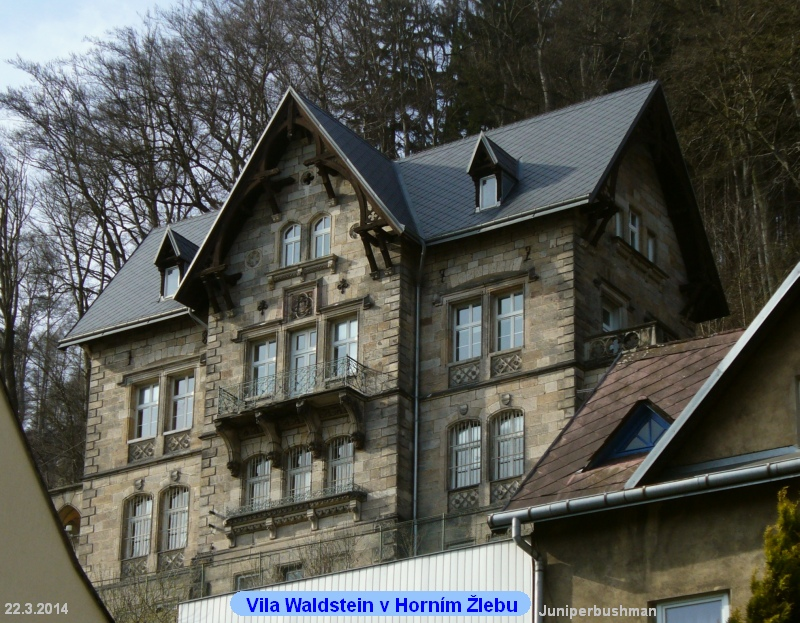
Vila Waldstein v HornímŽlebu
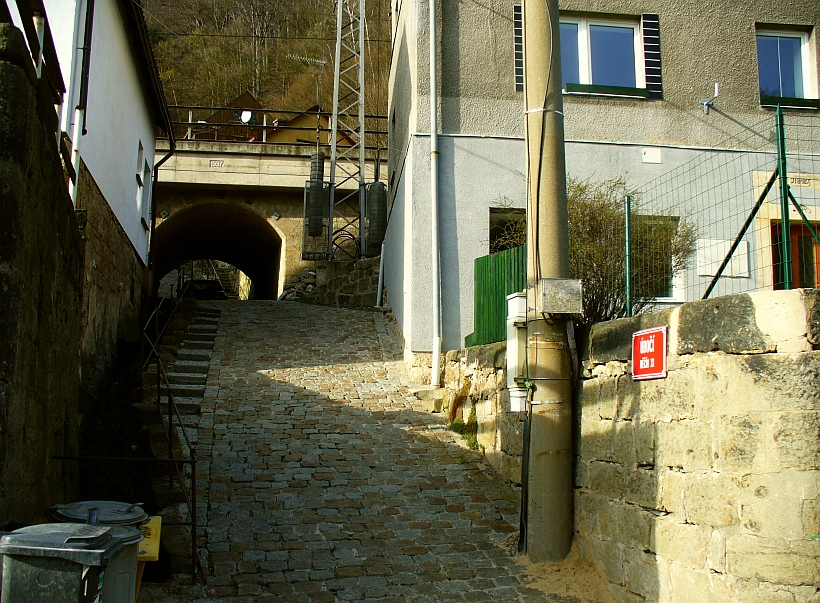
Pohled z Labského nábřeží do ulice Úbočí.